# Det perfekta inbrottet
Det perfekta inbrottet (engelska: The Day They Robbed the Bank of England) är en brittisk kuppfilm från 1960 i regi av John Guillermin.
Filmen är baserad på John Brophys roman med samma namn.

## Rollista i urval
- Aldo Ray - Norgate
- Elizabeth Sellars - Iris Muldoon
- Peter O'Toole - kapten Fitch
- Hugh Griffith - O'Shea
- Kieron Moore -  Walsh
- Albert Sharpe - Tosher
- Joseph Tomelty - Cohoun
- John Le Mesurier - Greene
- Andrew Keir - vaktsergeant
- Miles Malleson -  museiintendent
- Colin Gordon - Benge
- Frederick Piper - poliskonstapel
- Arthur Lowe - banktjänsteman